# Аркатура

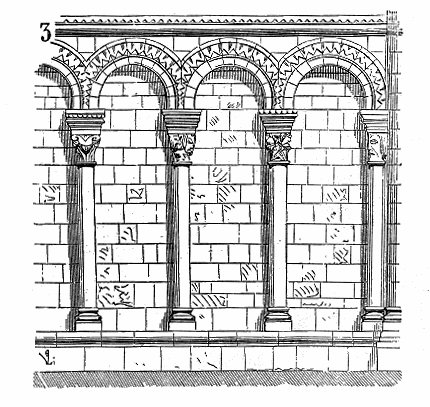
Аркатура

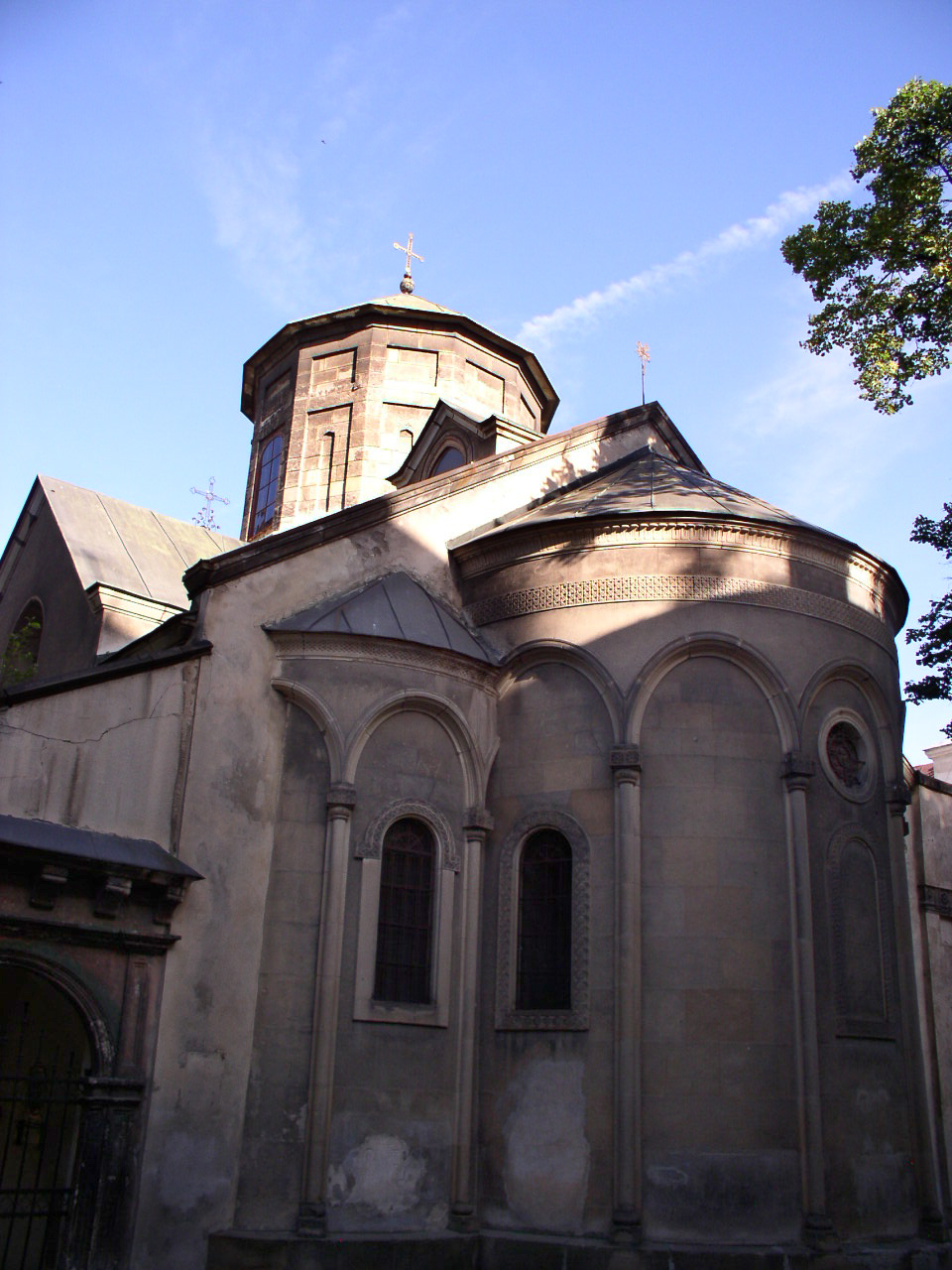
Аркатури на фасаді Вірменської церкви в Львові

Аркату́ра (нім. Arkatur — «ряд арок», «аркада») — архітектурний термін. Вживається у двох значеннях:
1. Стрічка опертих на кронштейни маленьких глухих арок у вигляді фризу або поясу під карнизом (звичайно їх заведено називати аркатурний фриз, аркатурний пояс). Кронштейни часто декорувались орнаментальними елементами, вирішувались у вигляді масок.
2. Декор стіни у вигляді стрічки з невеликих глухих арок, що спираються на колонки з кронштейнами (заведено називати аркатурно-колончастий пояс, аркатурно-колончастий фриз).

Обидва види аркатур характерні для романського, готичного, візантійського, вірменського, грузинського і давньоруського зодчества.
Крім того, буває аркатура сліпа — рельєфне або графічне зображення стрічки арок на стіновій поверхні.
ряд декоративних несправжніх арок на фасаді будівлі або на внутрішніх стінах приміщень. Іноді має вид поясу, доповненого колонками на кронштейнах.

## Застосування
Аркатура застосовується для пластичного оздоблення фасаду будинку або стіни приміщення.

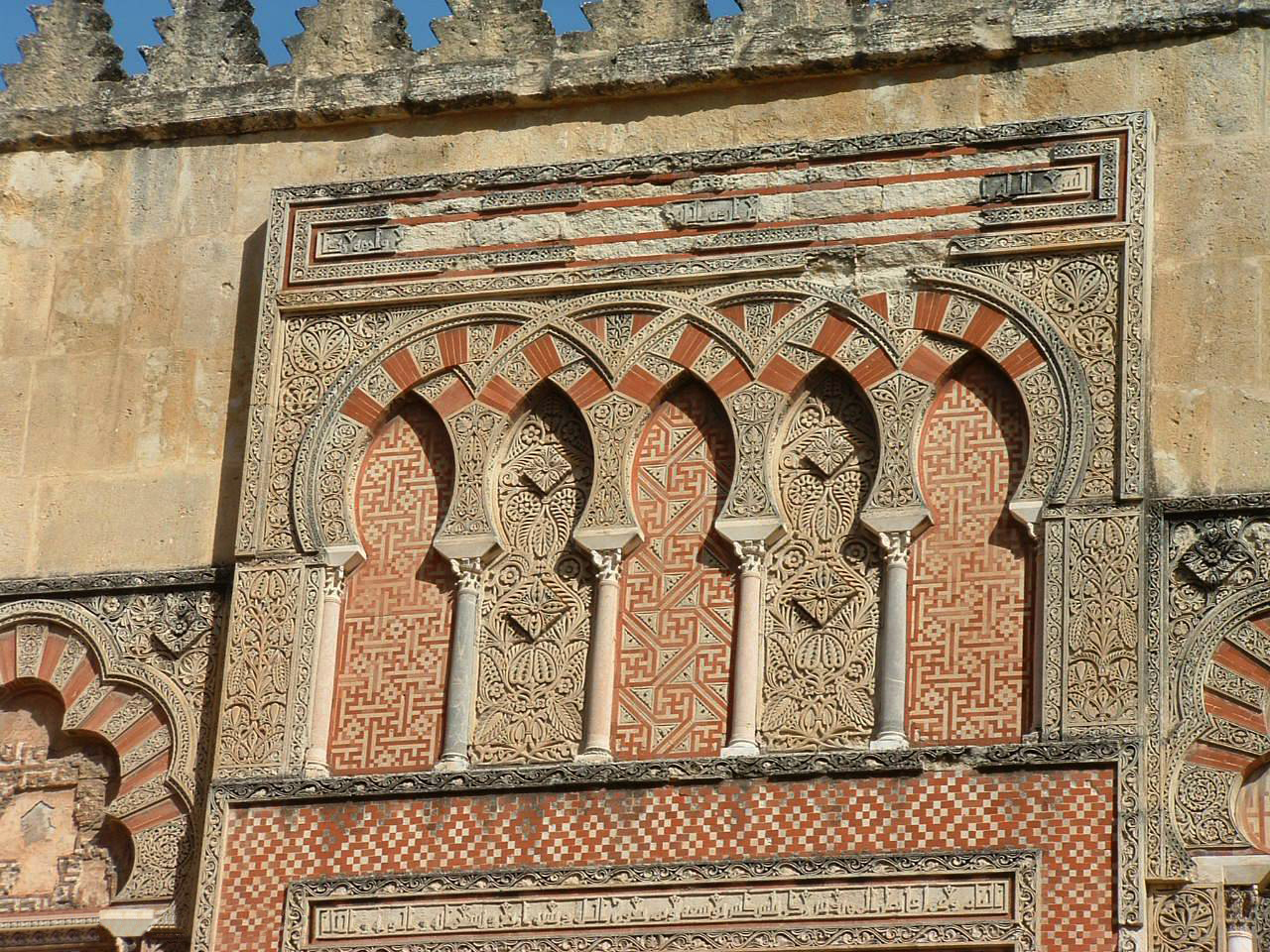
Колишня соборна мечеть у Кордові, Іспанія
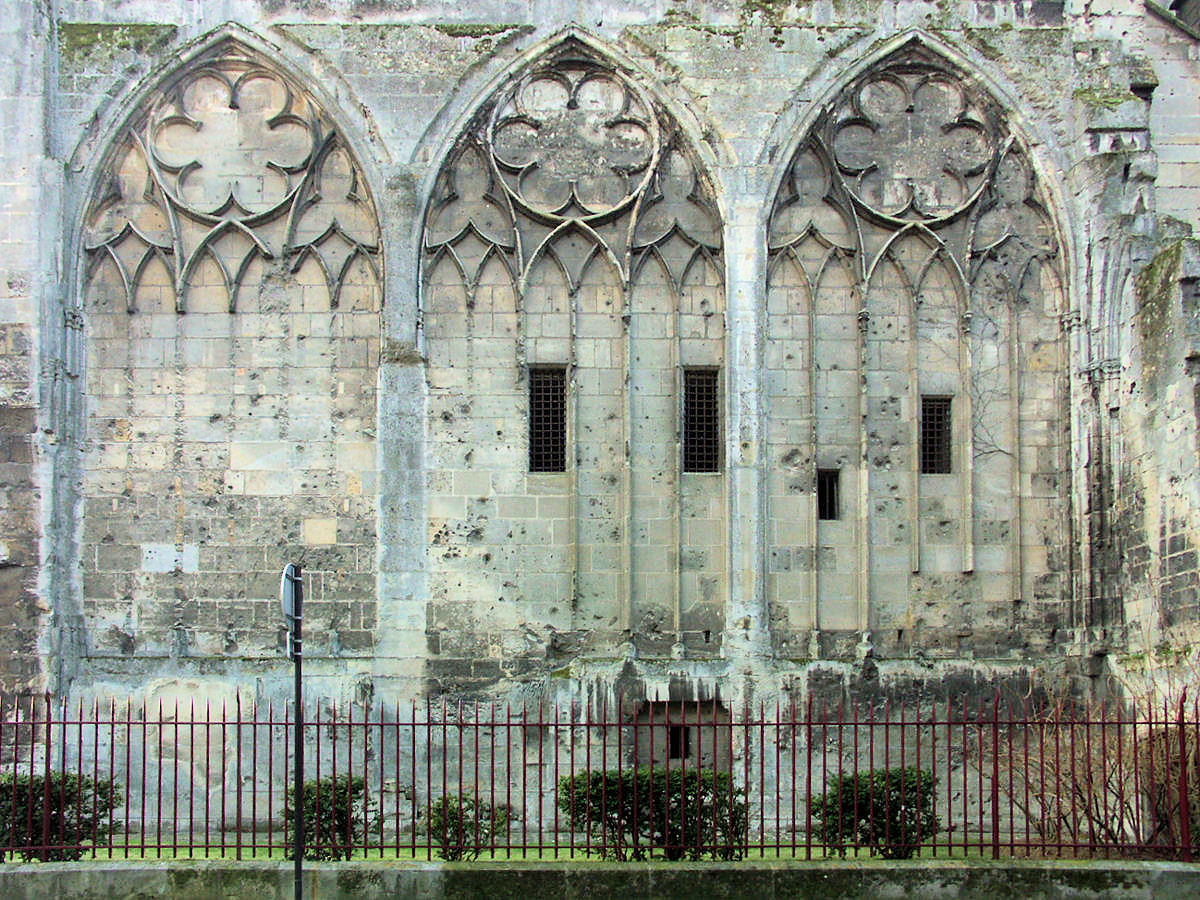
Собор Гервасія і Протасія (Saint-Gervais-et-Saint-Protais de Soissons),  Суассон, Франція
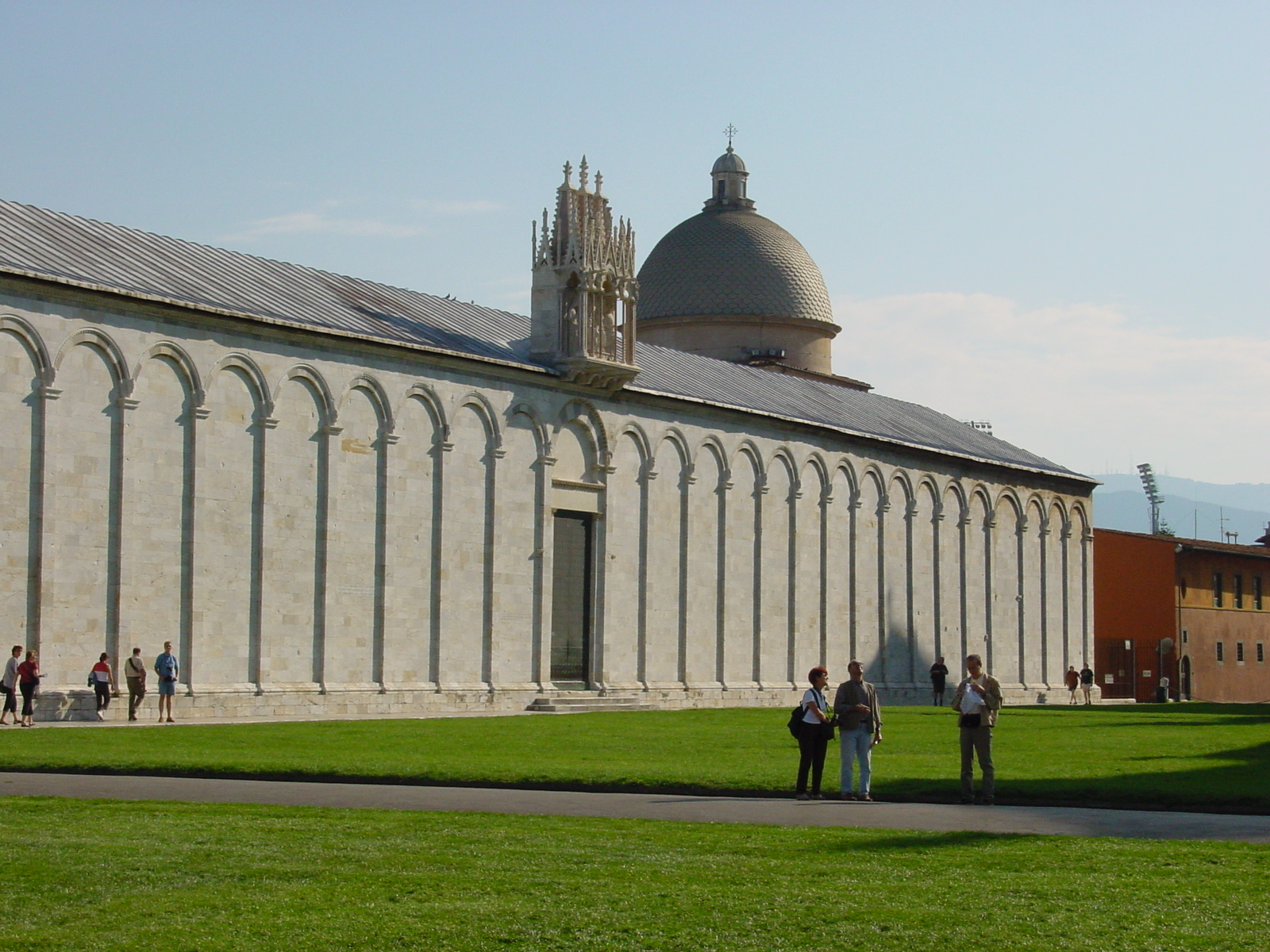
Цвинтар Кампо-Санто (Camposanto monumentale) в м. Піза, Італія
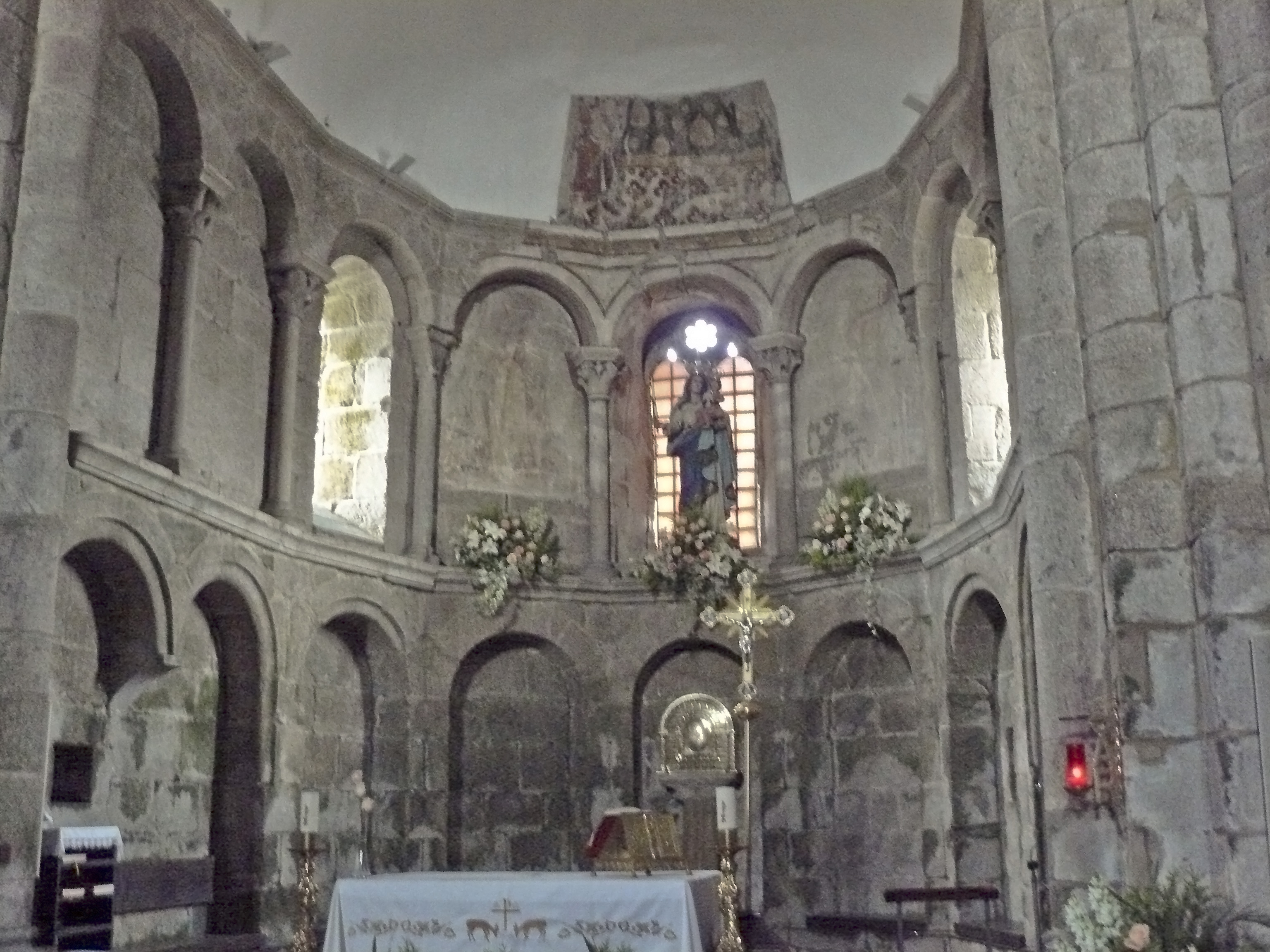
Собор святого Якова (Santiago de Compostela), Іспанія
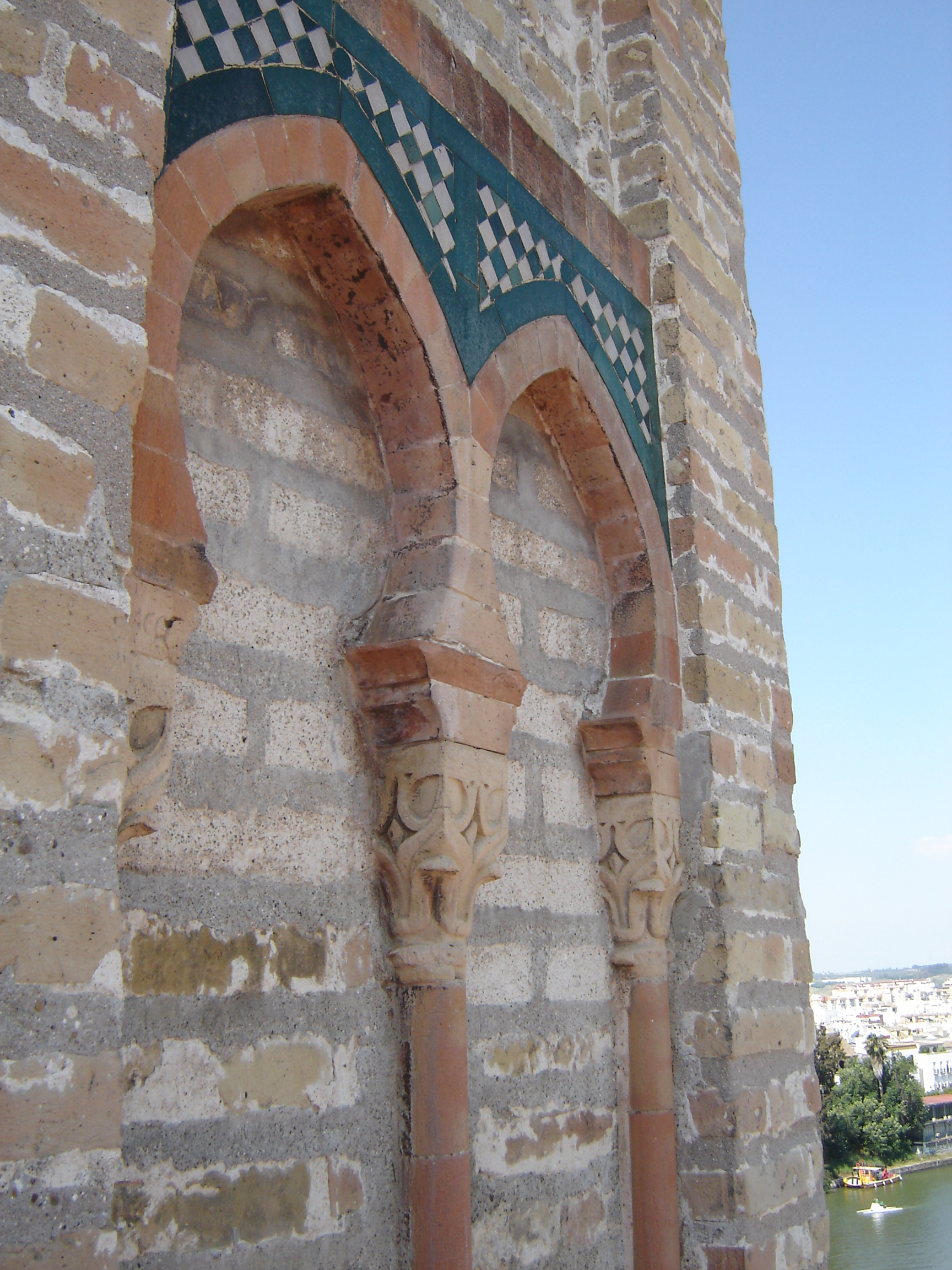
Торре-дель-Оро, Севілья, Іспанія
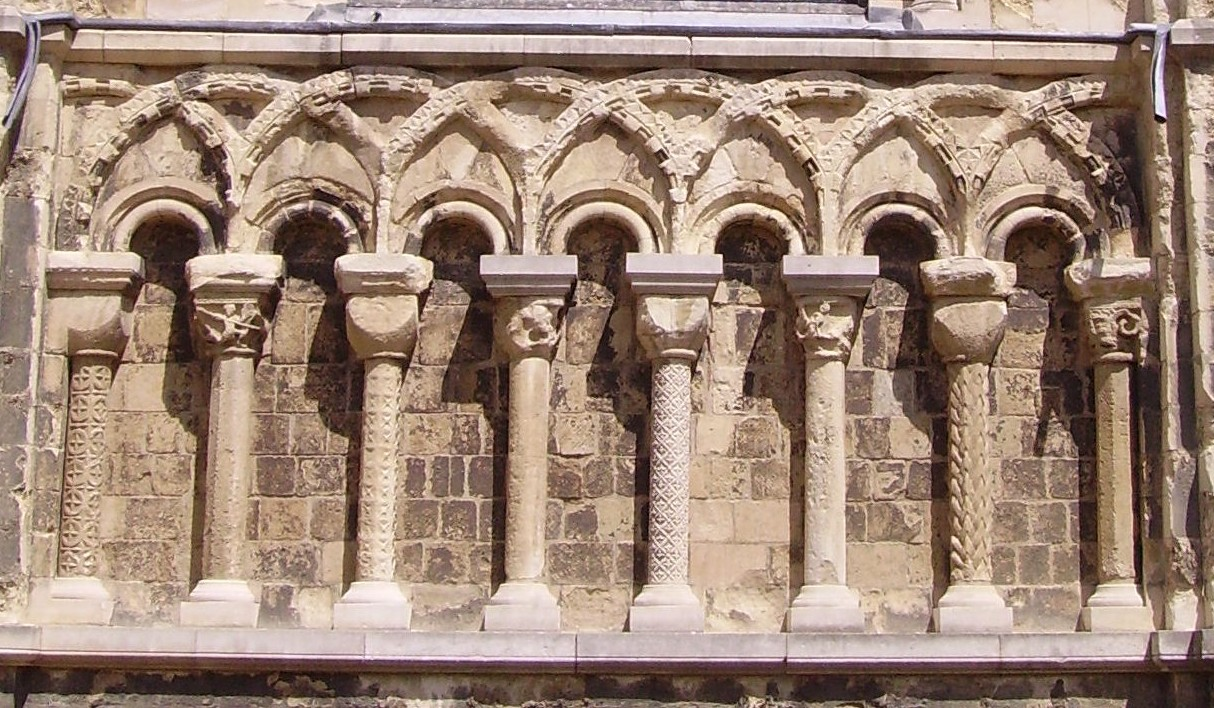
Собор в м. Кентербері, Англія
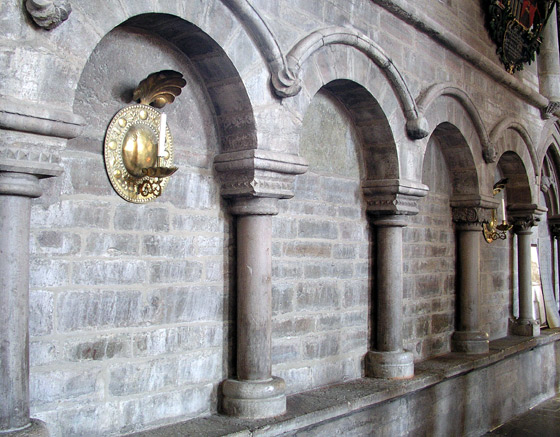
Собор в м. Лінчепінга, Швеція
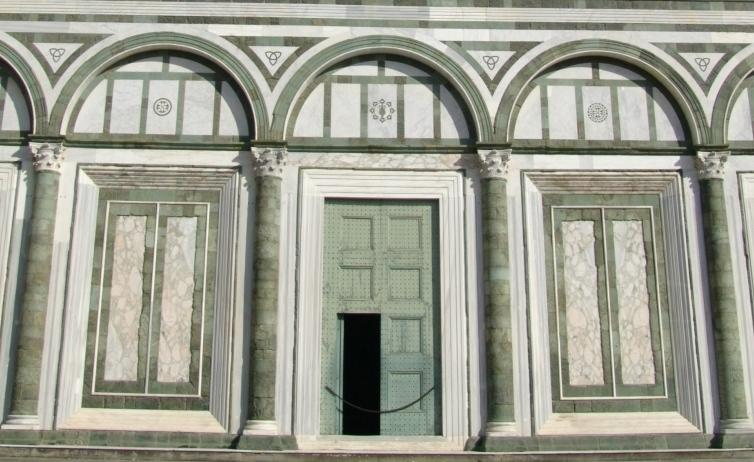
Сан-Міньято-аль-Монте, м. Флоренція, Італія